# مختار اليريمي
مختار صالح اليريمي (مواليد 2 ديسمبر 1972) هو حكم كرة قدم يمني.

## وصلات خارجية
- موقع الفيفا